# Saint-Étienne-des-Champs
Saint-Étienne-des-Champs település Franciaországban, Puy-de-Dôme megyében. Lakosainak száma 126 fő (2022. január 1.). Saint-Étienne-des-Champs Combrailles, Condat-en-Combraille, Giat, Puy-Saint-Gulmier, Sauvagnat, Verneugheol és Voingt községekkel határos.

## Népesség
A település népessége az elmúlt években az alábbi módon változott:
| Lakosok száma | 145  | 140  | 141  | 142  | 138  | 134  | 130  | 127  | 126  |
|               | 2013 | 2015 | 2016 | 2017 | 2018 | 2019 | 2020 | 2021 | 2022 |